# Нгардмау
Нгардмау (англ. Ngatpang, яп. ンガルドマウ) — один из шестнадцати штатов Палау, расположенный на западной стороне Бабелдаоба между штатами Нгараард и Нгаремленгуи.

## География
Общая площадь Нгардмау составляет 20,5 квадратных миль (53 км²). На момент переписи 2015 года в штате проживало 185 человек. В трех деревнях: Нгетбонг, Нгерутой и Урдмау располагалось 46 домохозяйств. Деревни не имеют видимых границ, а вместо этого образуют одно поселение.
Нгардмау расположен на северо-западном побережье Бабелдаоба и включает в себя длинные водосборные бассейны рек Дионградид и Ирур. Нгардмау граничит на юге с Нгаремленгуи, а на востоке с Нгивалом и Нгараардом. Побережье окаймлено густой бахромой мангровых зарослей. Внутри холмистые холмы поднимаются до самой высокой точки в Палау. Возле верховьев Дионградида находится большой водопад. Леса покрывают верхние склоны холмов, но плохая почва и прошлые открытые горные разработки допускают только кустарниковую растительность на многих нижних холмах. Современная деревня Нгардмау расположена вдоль северной стороны Дионградида на нижних склонах холмов вверх по течению от того места, где река впадает в мангровые заросли. Современная деревня состоит из трех традиционных деревень: Урдманг, Нгерутой и Нгетбонг. Деревни охватывают невысокий хребет к востоку от холма Телонг между рекой и побережьем. Традиционные лодочные причалы находятся вдоль северного побережья, а современный причал простирается на запад в лагуну от западного конца холма Телонг. Проложенная по северной стороне реки дорога соединяет деревни, а традиционные тропы простираются наружу к Нгараарду, Нгивалу, Мелекеоку и Нгаремленгуи.
В настоящее время возделываемые земли в Нгардмау в основном ограничены садами, окружающими современную деревню. Перемежающиеся с этими огородами насаждения агролеса включают кокосовые пальмы, бетельные орехи, хлебные плоды, миндальные деревья и банановые растения. Вокруг многих необитаемых деревень растут кокосовые пальмы и пальмы бетеля, а иногда встречаются участки нерегулярно посещаемых садов таро на болотах. За исключением редких вылазок для охоты на голубей или сбора урожая особых растений, большая часть внутренних районов Нгардмау практически не используется.
Самая высокая точка Палау находится в Нгардмау. Это гора Нгерчелчуус, высота которой составляет чуть более 700 футов (210 м). У южного подножия этой горы находится лес с гигантскими деревьями, которые служат убежищем для многих видов птиц.

## Культура
По крайней мере шесть традиционных деревень находятся в пределах Нгардмау, и их может быть еще несколько вдоль западного побережья между Ируром и Нгаремленгуи. Традиционные деревни являются важными символами, дающими идентичность семьям, кланам и регионам. В деревнях есть многочисленные каменные объекты, имеющие историческое и традиционное значение. Многие из найденных там каменных платформ (одесонгел) служат клановыми кладбищами, а другие каменные объекты служат святилищами. Лагуна является важным ресурсом, обеспечивающим множество видов рыб и моллюсков, и она, вероятно, интенсивно эксплуатировалась в доисторические времена. Рядом с традиционными деревнями есть сады на болотах таро, с садовыми участками и террасными склонами холмов, окружающими большинство деревень.

## Демография
Население штата по переписи 2015 года составляло 185 человек, а средний возраст — 31,4 года. Официальными языками штата являются палау и английский.
В июне 1972 года численность постоянного населения составляла 265 человек.

## Политическая система

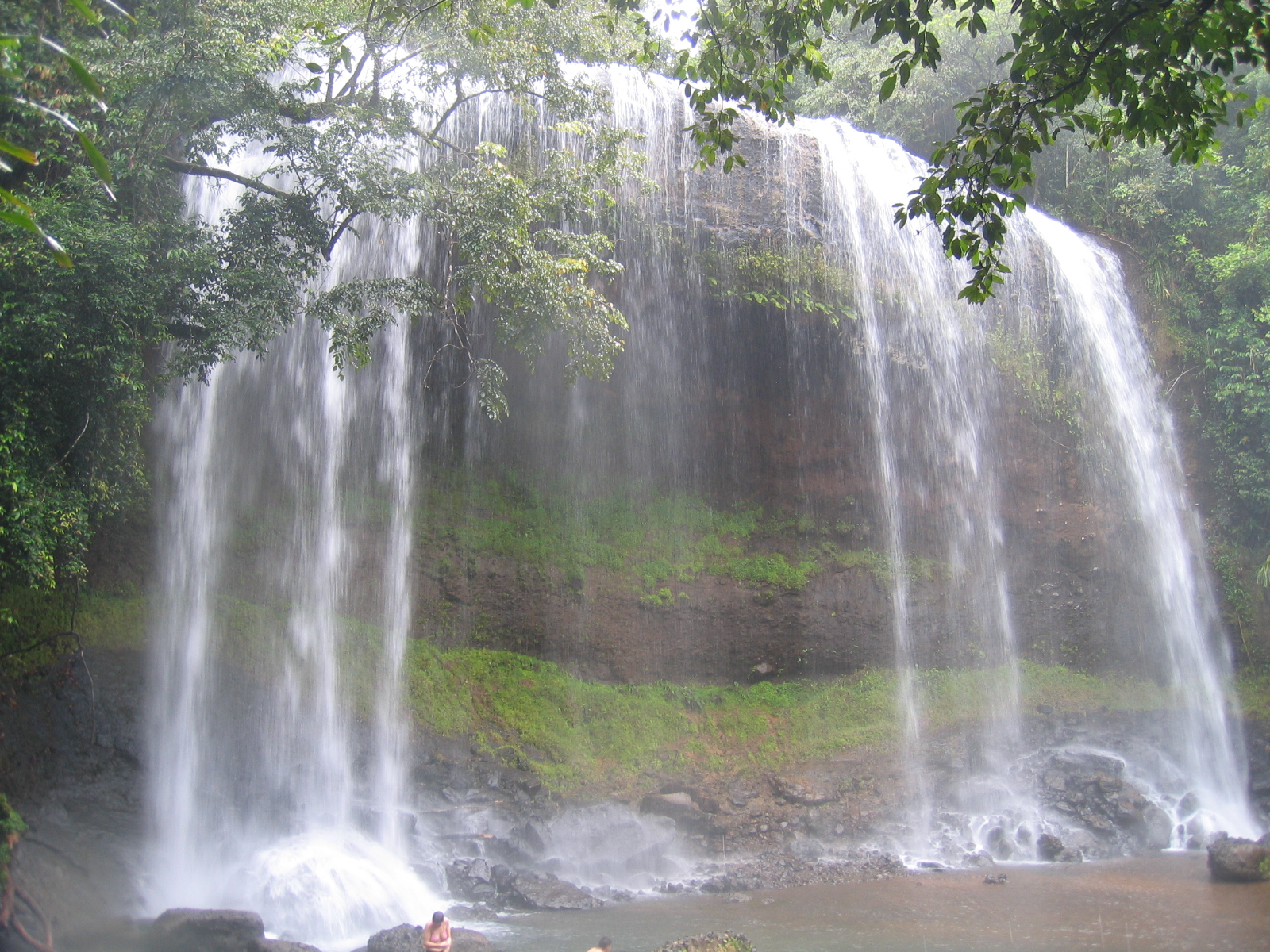
Водопад Нгердмау, штат Нгардмау

Нгардмау имеет собственную конституцию, принятую в 1984 году. Правительство штата было создано в 1984 году. В штате Нгардмау, с населением менее 200 человек, избирается глава исполнительной власти — губернатор. В штате также есть законодательный орган, избираемый каждые четыре года. Население штата избирает одного из членов Палаты делегатов Палау.
Традиционная политическая и социальная система Нгардмау очень сильна и используется по сей день. Женская ассоциация под названием «Нгаратумтум» и мужская ассоциация под названием «Нгара Окелоут» — это организации, которые помогают женщинам и мужчинам Нгардмау следовать их традиционному образу жизни и ценностям. «Бул» — это форма наказания, которая существует уже давно, применяемая к тем, кто попадал в неприятности из-за кражи или хождения по дороге после комендантского часа. Штрафы за наказание «Бул» выплачиваются вождям Нгардмау. Сегодня и наказание «бул», и государственные законы используются в Нгардмау, чтобы поддерживать чистоту и отсутствие преступности в государстве.
Правительство Нгардмау также управляется губернатором и законодательным органом под названием Келулул Нгардмау. Однако вожди Нгардмау и их коллеги-женщины все еще находятся у власти, сохраняя свой традиционный образ жизни и ценности. Нгардмау разделен на три деревни (Урдманг, Нгерутой и Нгетбонг). Эти деревни имеют вождей и следуют иерархической системе в соответствии с кланами. Беоуч — титул высшего вождя, а Нгиркебай — титул второго по величине вождя, за которым следуют несколько других титулов.

## Вождь
Титул верховного вождя Беуча наследуется через Нгеденголла уррота.

## Туризм

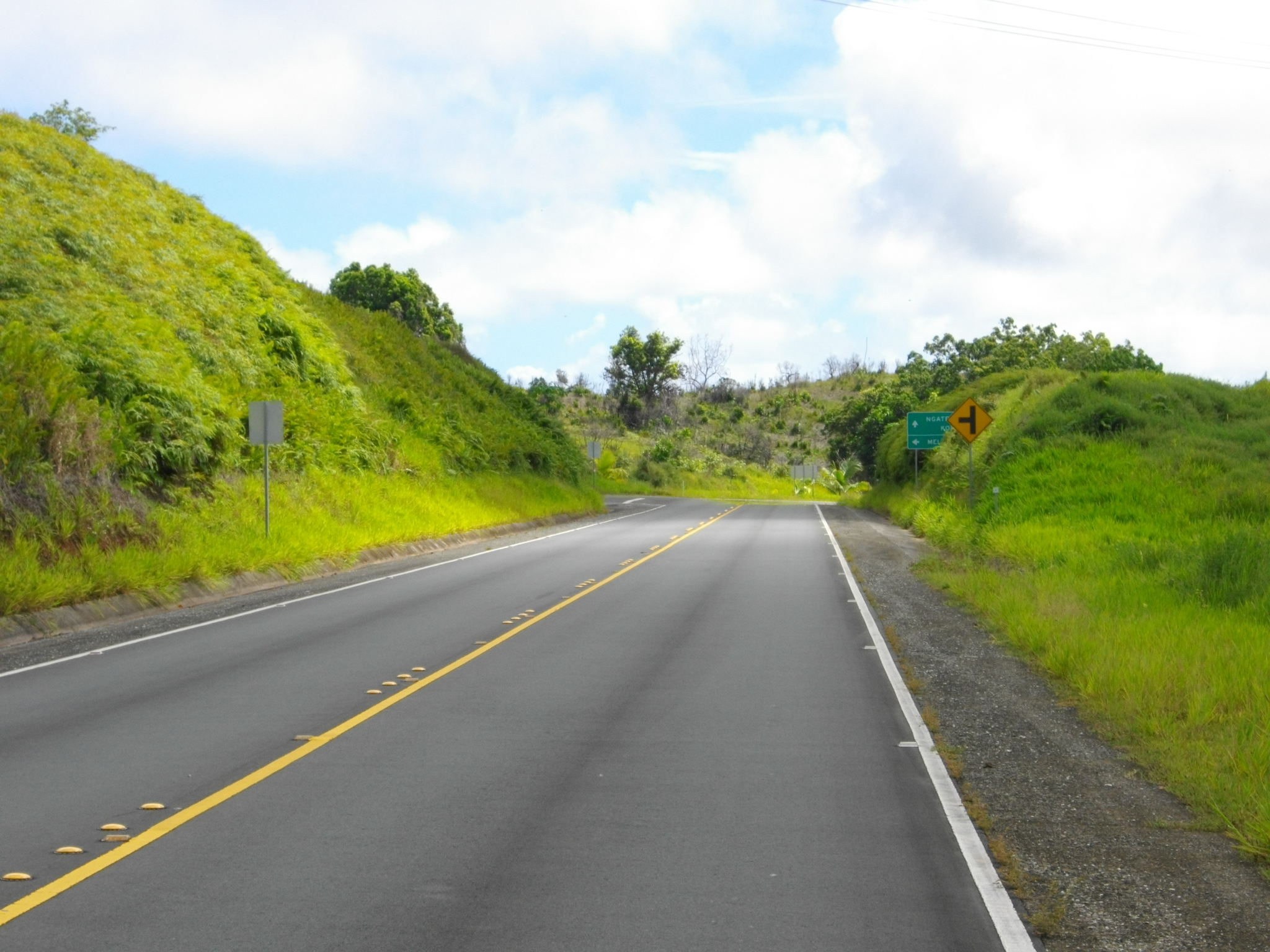
Компактная дорога Палау в штате Нгардмау

В Нгардмау есть пять розничных магазинов, одна прачечная самообслуживания, две заправочные станции, одно строительное предприятие и одна автомастерская. В Нгардмау есть два туристических места размещения, небольшая квартира в аренду в поселке и два бунгало в лесу над живописным водопадом (водопад Таки), который является главной туристической достопримечательностью Нгардмау.
Исторические места, датируемые периодом японского правления, можно увидеть в нескольких местах во время поездки по горному природному ресурсу бокситов. Внутри деревни можно увидеть культурные декоры и памятники. Культурные места расположены в городе недалеко от рек, таких как река Нгеруранг. В Нгардмау находится самый большой тропический лес в Палау, где обитает множество существ. Здесь много рек и водопадов, связанных друг с другом.
Самый высокий водопад называется «Таки», его обычно посещают туристы. Река Онгими известна тем, что в ней вылупились крокодилы. Крокодилов можно увидеть вдоль длинной реки Нгертебечел через город, реки Дид, реки Себелуу, озера Нгерчетанг Потейто и реки Онгими, впадающей в океан. Известно, что озера Нгерчетанг Потейто являются домом для множества крокодилов и птиц, которые откладывают яйца у маленьких прудов. Деревня Нгерхетанг также известна популярным деревом, называемым орехом бетеля или «бууч» на палауанском языке. В Ируре, Нгердекусе и Нгермасече есть старые исторические места, которые являются частью многочисленных легенд Нгардмау.
Гора Нгерчелчуус, самая высокая гора Палау, расположена в Нгардмау, где посетители могут увидеть горный пейзаж, включая самый большой дождевой лес, расположенный ниже горы Нгерчелчуус. В некоторых районах разрешено плавание с маской и трубкой. Другие районы, близкие к двум портам Нгардмау, известны тем, что там выращивают моллюсков и местных морских обитателей.

## Образование
Министерство образования управляет государственными школами.
Начальная школа Нгардмау открылась в 1966 году в здании школы Южного мандата, ранее предназначенной для японских учеников.
Средняя школа Палау в Короре — единственная государственная средняя школа в стране, поэтому дети из этой общины ходят туда.